# Пик-трам
Пик-трам (англ. Peak Tram, кит. 山頂纜車, Саньдэн-ламчхэ) — гонконгский фуникулёр, соединяющий Центральный район и Мид-левелс с пиком Виктория (название фуникулёра произошло от соединения английских слов «Peak» — «вершина горы», и «Tram» — «вагон»). Верхняя станция Пик-трама оборудована смотровой площадкой, с которой открывается вид на бухту Виктория и небоскрёбы Гонконга.
Открывшийся в мае 1888 года, Пик-трам стал первым кабельным фуникулёром в Азии. Пик-трам управляется местной гостиничной компанией Hongkong and Shanghai Hotels, которой также принадлежит сеть отелей The Peninsula. И фуникулёр, и торгово-развлекательный комплекс Peak Tower, расположенный у верхней станции, работают под единым брендом The Peak.
Пик-трам работает с 7 часов утра до полуночи с понедельника по субботу и в общественные праздники. Составы отбывают каждые 10-15 минут, они перевозят до 120 человек в двух вагонах. Смотровая площадка Sky Terrace 428 на верхней станции работает с 10 утра до 11 вечера с понедельника по пятницу и с 8 утра до 11 вечера в субботу, воскресенье и общественные праздники. Фуникулёр использует редкую для Китая «русскую колею» шириной 1520 мм. 

## История
В мае 1881 года бывший служащий Шотландской железной дороги Александр Финдлей Смит, купивший особняк на пике Виктория, подал заявку на строительство фуникулёра от англиканского собора Сент-Джонс к вершине горы (до открытия фуникулёра богатые жители добирались на пик либо на лошадях, либо с помощью носильщиков и паланкинов). В 1882 году заявку одобрили, после чего была основана компания Hong Kong High Level Tramways. Работы, стартовавшие осенью 1885 года, велись около трёх лет, рабочие вручную доставляли оборудование и рельсы на горные склоны. Первые станции были построены из досок, и лишь позже их заменили каменными строениями. Состав приводился в движение с помощью паровых котлов, работавших на угле. Оригинальные вагоны были сделаны из лакированной древесины, скамейки, вмещавшие 30 пассажиров, делились на три класса (центральная часть была выделена для пассажиров первого класса).
30 мая 1888 года Александр Финдлей Смит в присутствии гонконгского губернатора Уильяма Де Во открыл движение на Пик-траме. В первый день коммерческой эксплуатации фуникулёр перевёз около 600 пассажиров, а в первый год — около 150 тыс. человек. Поездка к вершине первым классом стоила 30 центов, вторым классом — 20 центов, третьим классом — 10 центов, за спуск с горы нужно было заплатить вдвое дешевле. В том же 1888 году рядом с верхней станцией открылся The Peak Hotel, перестроенный Смитом из купленного особняка. В 1890 году отель вновь был перестроен, его внушительное трёхэтажное здание с красивыми видами на город пользовалось популярностью среди гонконгских богачей. С открытием фуникулёра земли вокруг пика Виктория, отличавшиеся более прохладным климатом, превратились в самый престижный жилой район колонии, зарезервированный за гонконгской элитой европейского происхождения.

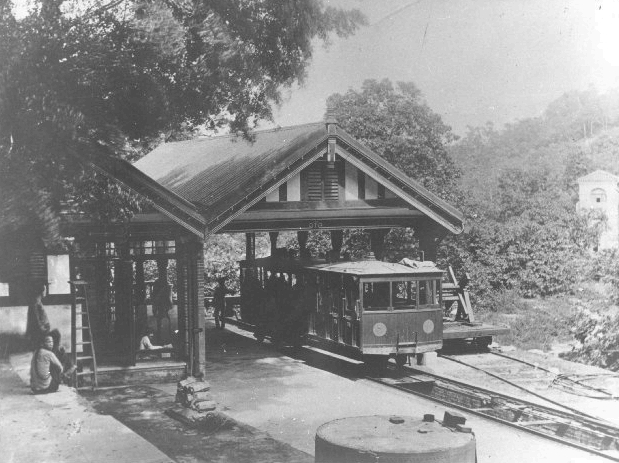
Нижняя станция, 1890
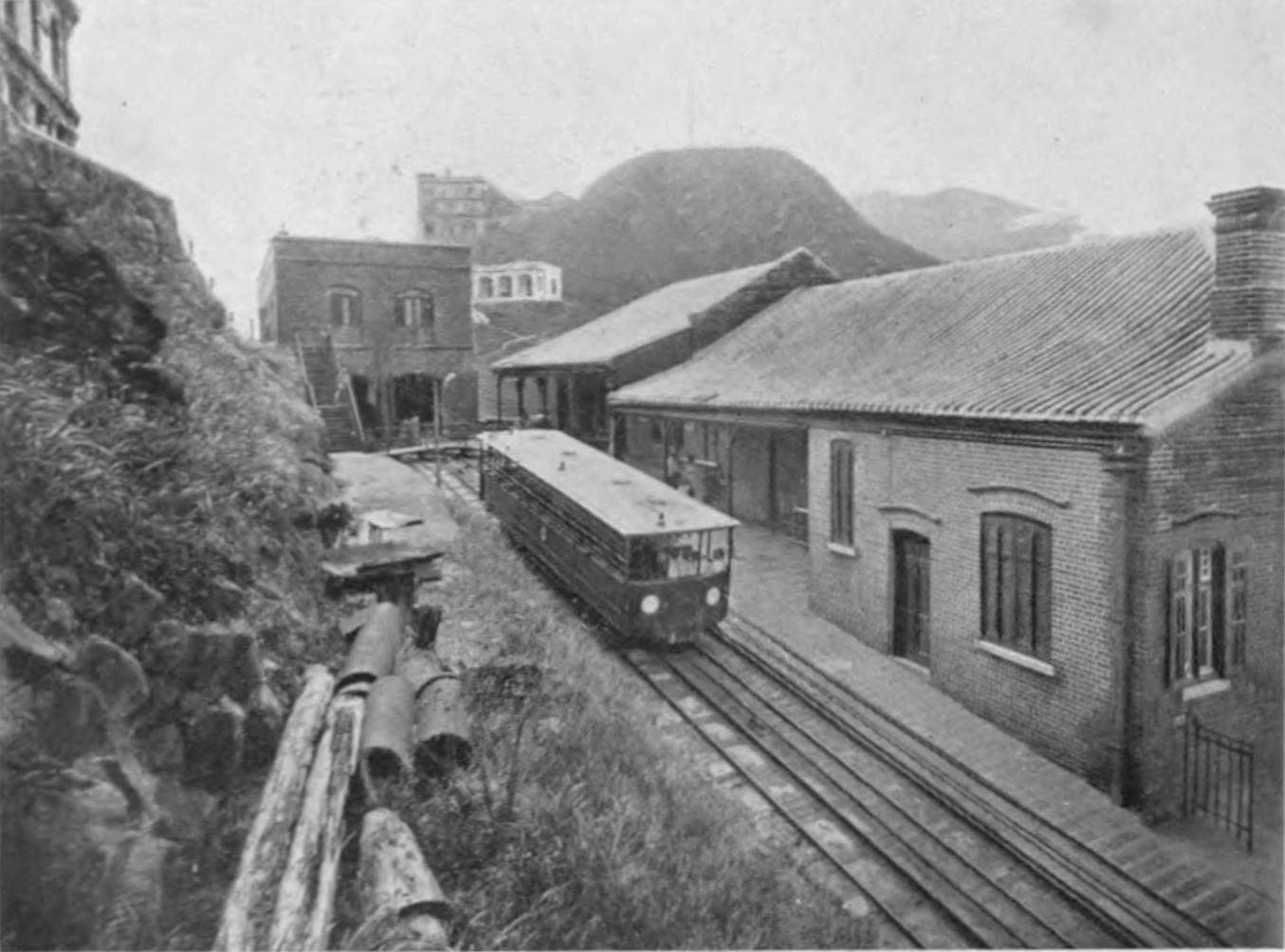
Верхняя станция, 1908
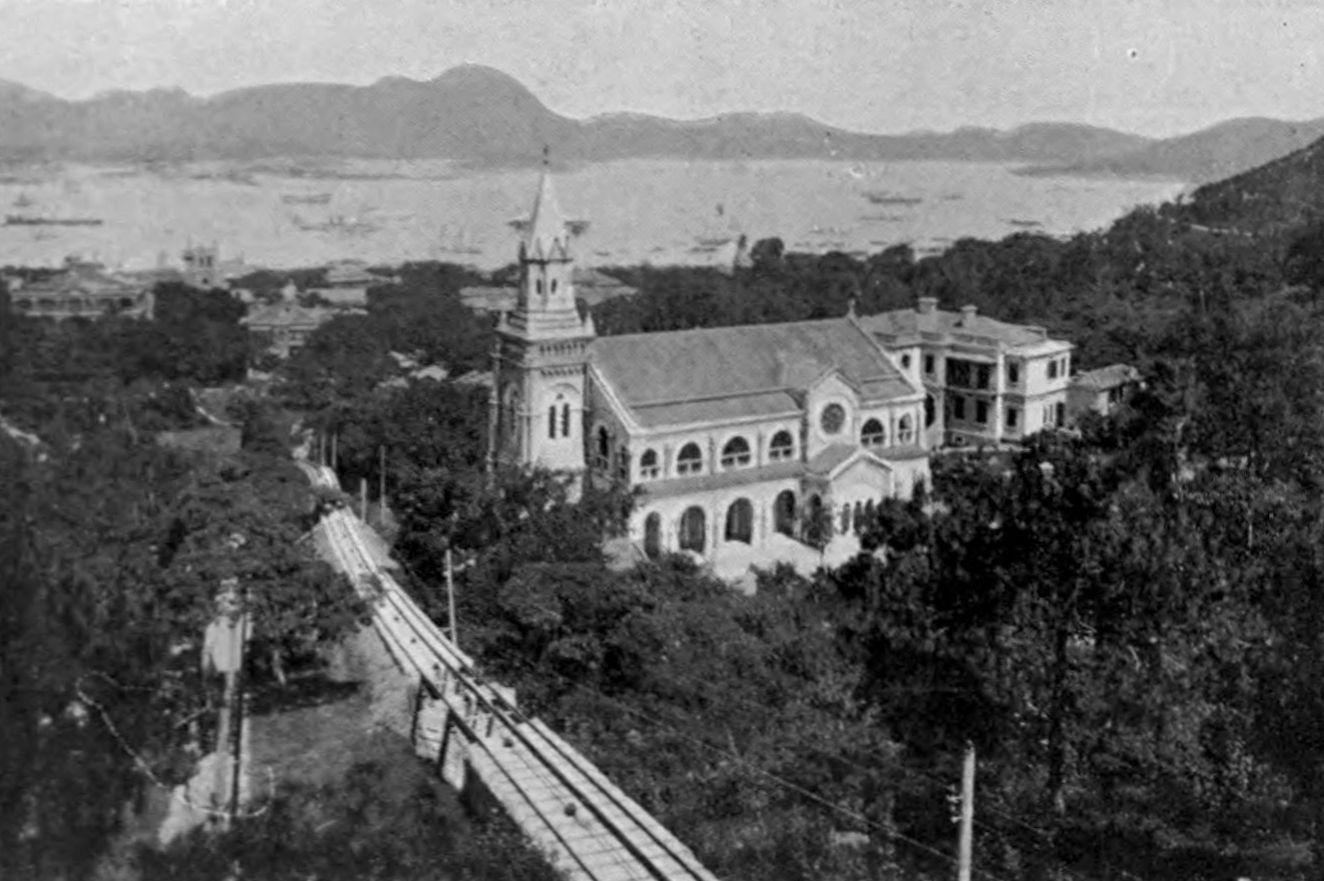
Путь у церкви, 1908
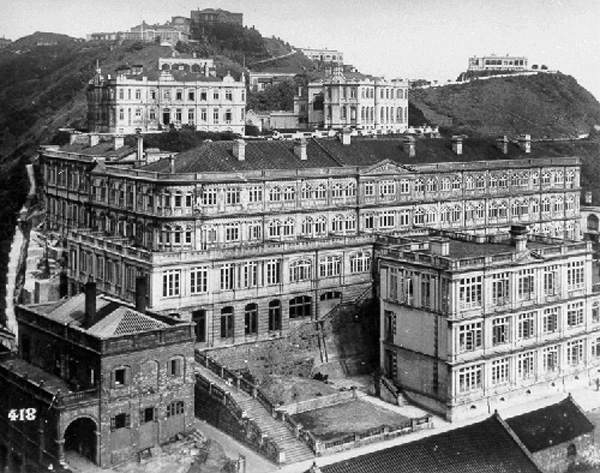
Peak Hotel, 1926

В 1899 году сильные тропические ливни привели к наводнению, которое смыло большой участок путей фуникулёра между улицей Боуэн-роуд и станцией на Кеннеди-роуд. В 1905 году влиятельный предприниматель еврейского происхождения Элли Кадури купил у Смита крупный пакет акций The Peak Tramway Company. Между 1908 и 1949 годами к спинке первых двух кресел вагона фуникулёра была прикреплена медная табличка, сообщавшая, что данные места зарезервированы за губернатором колонии (билеты на эти места не продавались до тех пор, пока за две минуты до отправления вагона не выяснялось, что губернатор точно не прибудет). В 1922 году семья Смита продала The Peak Hotel за 600 тыс. гонконгских долларов конкурентам из The Hongkong Hotel Company (предшественник группы Hongkong and Shanghai Hotels). В 1926 году канатная тяга фуникулёра была электрифицирована. В 1936 году The Peak Hotel окончательно закрылся, а в 1938 году покинутое здание было уничтожено пожаром.
В декабре 1941 года во время битвы за Гонконг машинное отделение фуникулёра было повреждено. Японцы захватили Коулун, установили в южной части полуострова тяжёлую артиллерию и начали обстреливать казармы Виктория и Мюррея, на месте которых сегодня разбиты Гонконгский парк и Чатер-Гарден соответственно. Кроме того, британский инженер успел до прибытия оккупантов вывести из строя проводку Пик-трама. Движение на линии возобновилось только после японской оккупации, на Рождество 1945 года. В 1955 году на экраны вышел американский фильм «Солдат удачи» с Кларком Гейблом в главной роли, несколько сцен которого снимались в Пик-траме (позже фуникулёр засветился в одном из эпизодов популярного американского телесериала «Лодка любви»). В 1959 году в эксплуатацию были введены лёгкие металлические вагоны на 72 места.
В июне 1966 года сильные ливни вызвали наводнение, которое вновь уничтожило железнодорожные пути на участке между Боуэн-роуд и станцией Кеннеди-роуд. Потоки воды, устремившиеся по склонам горы, опрокинули один из вагонов фуникулёра, однако никто из пассажиров не пострадал. Необходимые ремонтные работы продолжались в течение недели, всё это время Пик-трам временно не работал. В июле 1967 года отголоски Культурной революции, бушевавшей в Китае, докатились и до британского Гонконга. Беспорядки и забастовки наносили значительный ущерб экономике колонии, многие транспортные компании прекратили работу, однако Пик-трам продолжал перевозить пассажиров. Лишь после того, как правительство ввело в Гонконге комендантский час, фуникулёр был вынужден ограничить свою работу в вечерние часы.

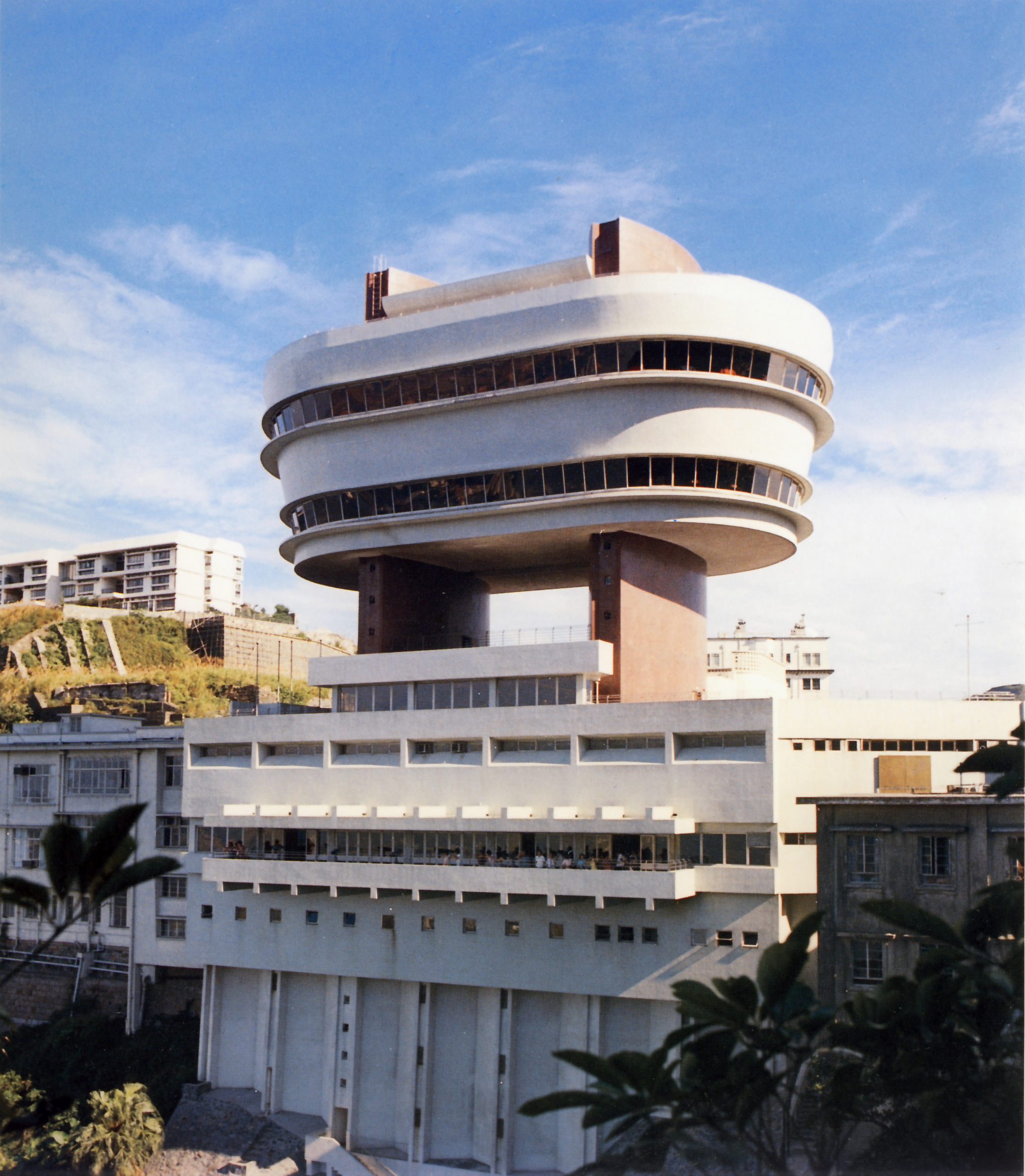
Пик-тауэр, 1970-е

В 1971 году Hongkong and Shanghai Hotels приобрела Peak Tramway Company за 3 млн гонконгских долларов наличными и 600 тыс. акций. В том же году у верхней конечной станции на месте бывшего отеля началось строительство комплекса The Peak Tower, который открылся в августе 1972 года. На верхнем ярусе располагался ресторан, на нижнем — кафе, а сама двухэтажная башня поддерживалась двумя колоннами.
В 1974 году штаб-квартира Hongkong and Shanghai Hotels переехала в здание Сент-Джонс-билдинг, на первом этаже которого располагалась нижняя станция Пик-трама. В 1983 году были открыты новое 22-этажное здание Сент-Джонс-билдинг и новая нижняя станция фуникулёра на его первом этаже. В мае 1988 года в честь столетнего юбилея фуникулёра Почта Гонконга выпустила памятные марки. 20 сентября 1989 года губернатор Дэвид Уилсон открыл Пик-трам после завершения масштабной реконструкции стоимостью 60 млн гонконгских долларов, в ходе которой были заменены пути и вагоны, модернизирована вся система электроники фуникулёра.
В 1993 году Hongkong and Shanghai Hotels снесла старые здания The Peak Tower и Victoria Apartment, после чего начала строительство нового торгово-развлекательного комплекса стоимостью 500 млн гонконгских долларов. Автором проекта выступил британский архитектор Терри Фаррел, до этого построивший вокзал Чаринг-Кросс и здание Секретной разведывательной службы в Лондоне.
Новый The Peak Tower открылся в мае 1997 года. Семиэтажный комплекс общей площадью свыше 10 тыс. квадратных метров был построен в форме традиционного вока с обзорной площадкой на третьем этаже. В тот период фуникулёр перевозил более 2 млн пассажиров в год. В 2000 году в The Peak Tower открылся гонконгский филиал британского музея мадам Тюссо, а в марте 2005 года комплекс закрылся на масштабную реконструкцию, в ходе которой нижняя часть была застеклена, эскалаторы перемещены на другое место, увеличилась площадь магазинов и музея, обзорная площадка переместилась на крышу башни. Обновлённый The Peak Tower, теперь ставший восьмиэтажным, вновь открылся в мае 2006 года. В 2011 году Пик-трам установил собственный рекорд, перевезя в течение года более 5,8 млн пассажиров.
За свою историю Пик-трам перевёз многих знаменитостей, посещавших Гонконг, в том числе американского президента Ричарда Никсона, госсекретаря США Генри Киссинджера, султана Брунея, королеву Таиланда, голливудских и местных звёзд кино. Наряду с паромом Star Ferry, основанным также в 1888 году, Пик-трам является символом британского Гонконга.

## Маршрут и технические характеристики
|  |  |  |

|  |  |  |

|  |  |  |

|  |  |  |

|  |  |  |

|  |  |  |

|  |  |  |

|  |  |  |

|  |  |  |

|  |  |  |

|  |  |  |

|  |  |  |

|  |  |  |

|  |  |  |

|  |  |  |

Состав Пик-трама от Центрального района Гонконга до пика Виктория преодолевает дистанцию в 1365 метров и подъём почти в 370 метров (нижняя станция расположена на высоте 28 метров над уровнем моря, верхняя — на высоте 396 метров). У линии есть два заметных искривления: первое налево сразу после выезда с нижней станции и второе резко направо во второй половине подъёма, возле Баркер-роуд. Градиент также значительно варьируется в ходе подъёма (от 4 до 27 градусов). Маршрут, по которому едут составы с двумя вагонами, имеет одноколейный путь и разъезд у станции Мэй-роуд, который позволяет разминуться спускающемуся и поднимающемуся составам.
Большая часть маршрута проходит по эстакаде, проложенной по склону пика Виктория. Вдоль маршрута над несколькими улицами и пешеходными дорожками колея проходит по мостам и путепроводам, например, над оживлённой Кеннеди-роуд или тихой Баркер-роуд. Кроме того, на других участках над путями проложены мосты и пешеходные путепроводы, например, при пересечении с Коттон-Три-драйв, МакДоннелл-роуд, Мэгэзин-Гэп-роуд и Мэй-роуд.

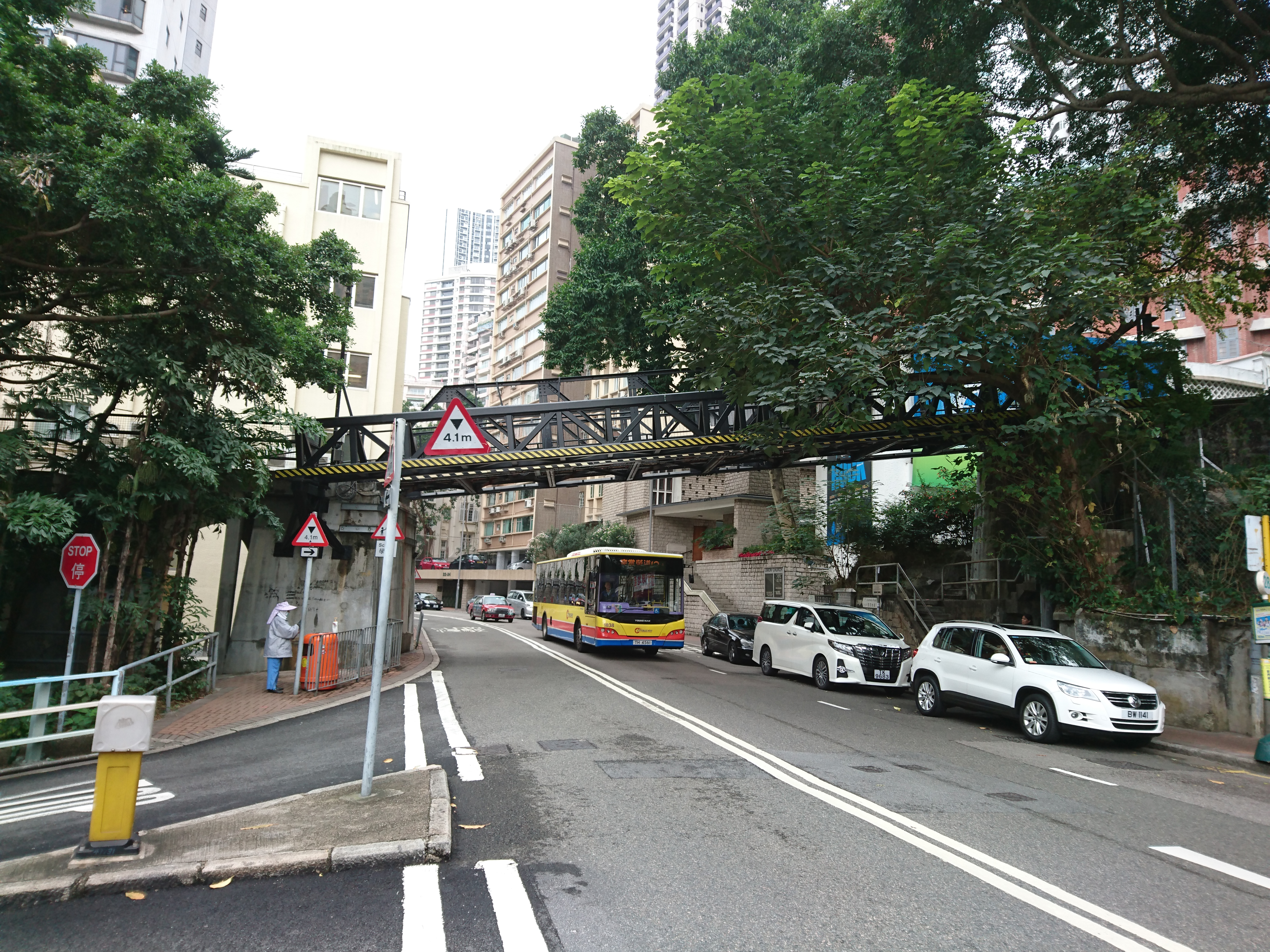
Мост над Кеннеди-роуд
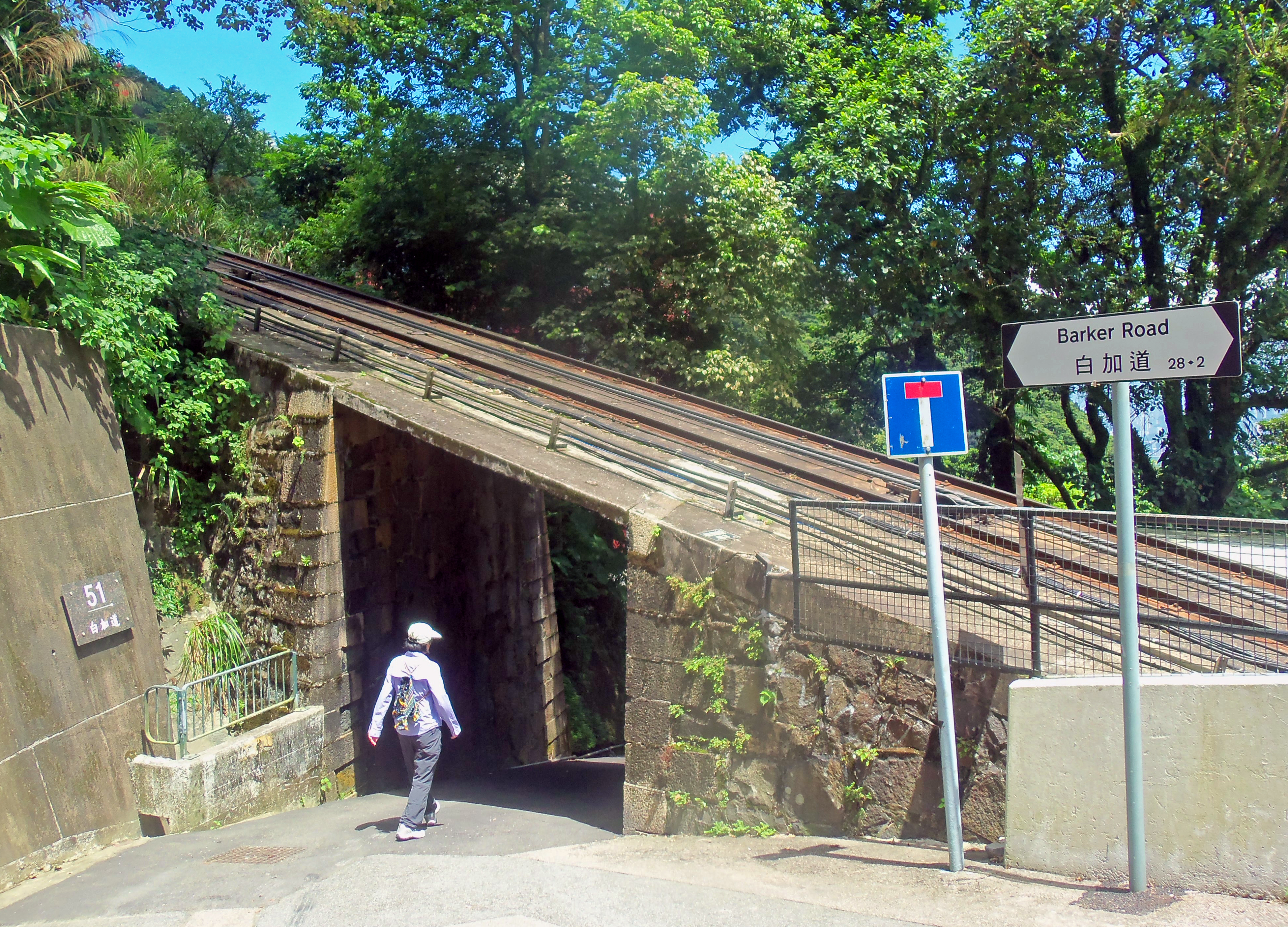
Мост у Баркер-роуд
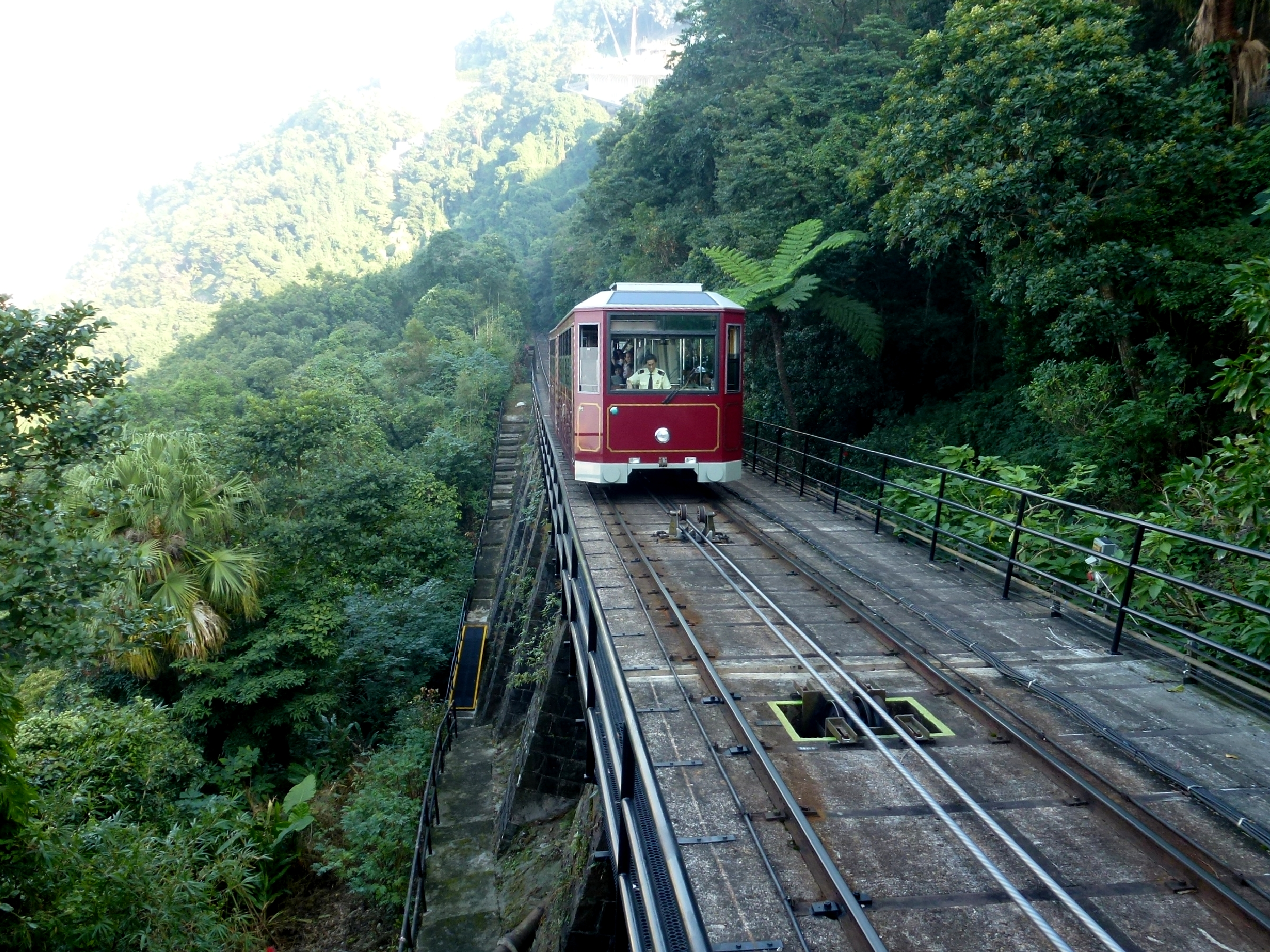
Путь вдоль склона

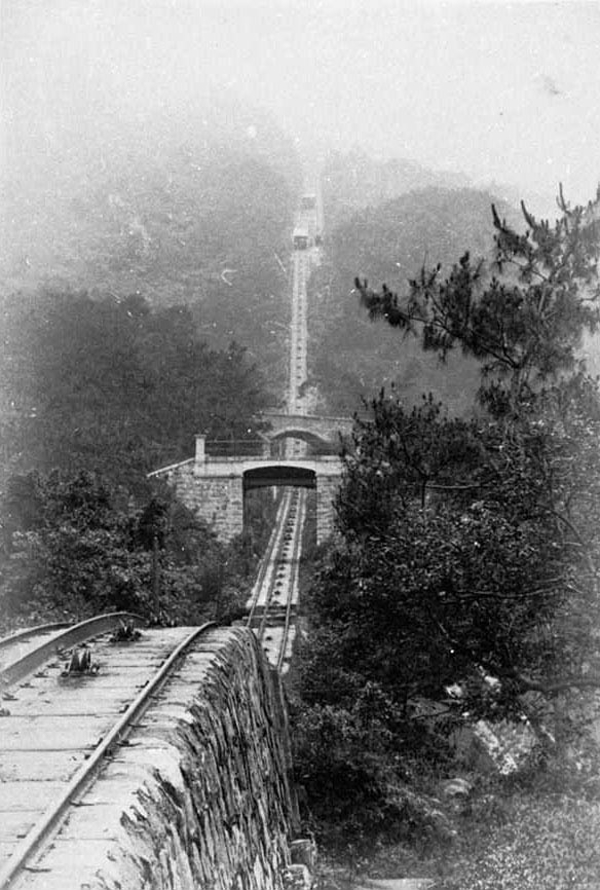
Идущий в гору маршрут, 1897

Двухсторонняя система фуникулёра до сих пор работает на оригинальном железнодорожном пути, но он подвергся модернизации всего оборудования и операционной системы. Сегодня Пик-трам использует управляемый компьютерами электродвигатель, который автоматически регулирует скорость состава и производит торможение на станциях. Состав может двигаться с максимальной скоростью 6 метров в секунду, он оборудован тремя отдельными тормозными системами: нормальной (применяется при постепенном торможении), сервисной (применяется в ситуациях, когда поздно использовать нормальную систему) и чрезвычайной (применяется в аварийной ситуации).
Два стальных троса, тянущих состав, имеют диаметр 44 мм и могут выдержать груз до 139 тонн. Самый крутой участок маршрута (у пересечения путей с улицей Мэй-роуд) имеет 27 градусов к горизонтали. Путь длиной 1365 метров состав преодолевает в среднем за семь минут. Он перевозит до 120 пассажиров: 95 сидячих и 25 стоячих. Уникальный пол волнистой формы специально разработан для безопасности и удобства стоящих пассажиров. Два состава ходят в противоположных направлениях более 90 раз за день. После того, как перед каждой поездкой проводится обязательная автоматическая проверка системы безопасности, оба состава одновременно начинают движение.
Последняя модернизация Пик-трама была проведена в 1989 году. По условиям тендера, пассажиропоток фуникулёра должен был увеличиться с 560 до 1400 человек в час, а современное оборудование должно было быть безопасным и простым в эксплуатации. В мае 1988 года конкурс выиграла известная швейцарская компания Von Roll Holding. Она разработала машинный зал с оборудованием, размещённым под платформой верхней конечной станции, для чего пришлось извлечь 1650 кубических метров породы и укрепить окружающее пространство 236 сваями. Чтобы установить новое оборудование, фуникулёр с 20 июня до 5 августа 1989 года приостановил свою работу.
Во время движения на фуникулёре возникает эффект, при котором пассажирам кажется, что расположенные за окном здания «падают».

## Станции
Нижняя конечная станция фуникулёра под названием Гарден-роуд (Garden Road, 花園道) расположена на одноимённой улице, на первом этаже офисного здания Сент-Джонс-билдинг (St. John’s Building), рядом с кафедральным собором Сент-Джонс. Станция включает одноколейный путь с платформами с обеих сторон (одна для посадки, другая для высадки). В этом же здании расположены открывшаяся в сентябре 2007 года галерея, посвящённая истории Пик-трама, и автобусная станция. Первоначальная станция Гарден-роуд открылась в 1889 году, в 1935 году она была перенесена в жилой дом Сент-Джонс, который в 1964 году был снесён. На его месте вырос 14-этажный Сент-Джонс-билдинг, который в 1983 году заменила нынешняя 22-этажная офисная башня, также принадлежащая Hongkong and Shanghai Hotels.
Между нижней и верхней конечными станциями расположены четыре промежуточные станции фуникулёра: Кеннеди-роуд (Kennedy Road, 56 метров над уровнем моря), МакДоннелл-роуд (MacDonnell Road, 95 метров над уровнем моря), Мэй-роуд (May Road, 180 метров над уровнем моря) и Баркер-роуд (Barker Road, 363 метра над уровнем моря). Каждая станция оборудована небольшой платформой с западной стороны пути и навесом от дождя (большая бетонная крыша есть только на Баркер-роуд). На промежуточных станциях состав останавливается только по сигналу пассажиров, находящихся в вагоне или на станции, однако эти станции не оборудованы кассами или автоматами по продаже билетов.

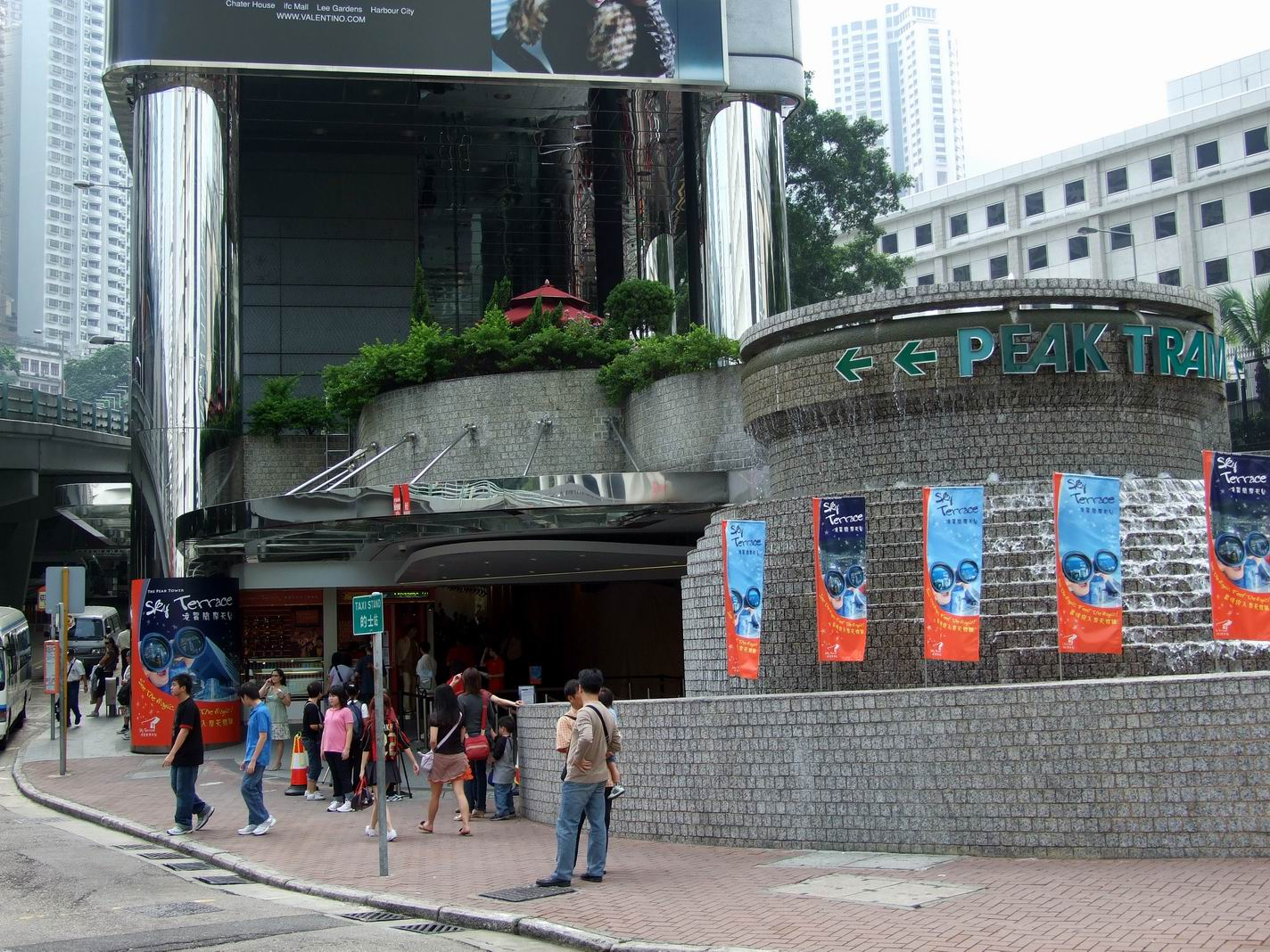
Станция Гарден-роуд
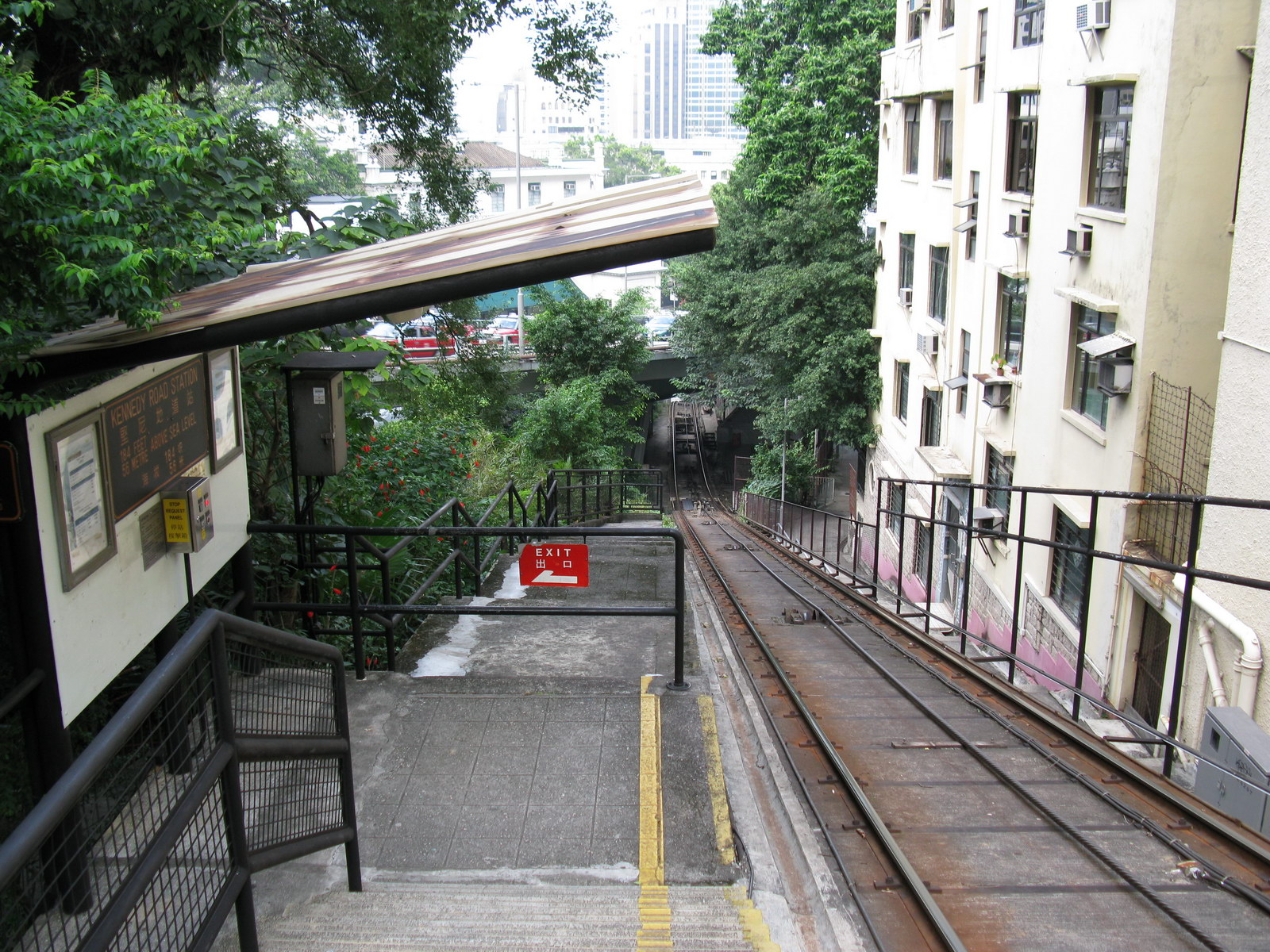
Станция Кеннеди-роуд
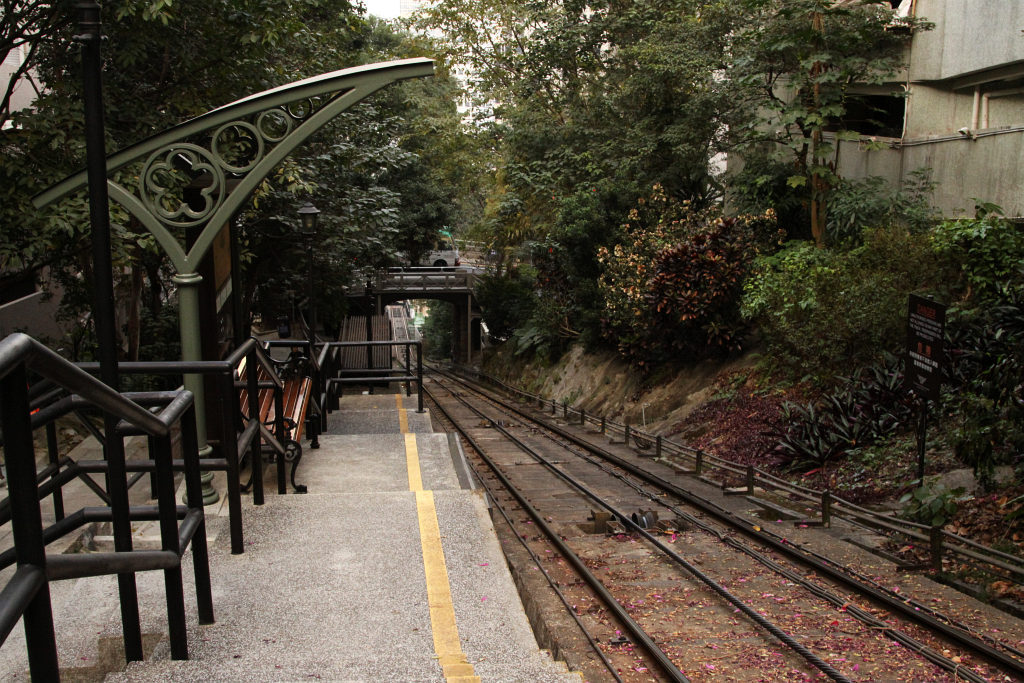
Станция МакДоннелл-роуд
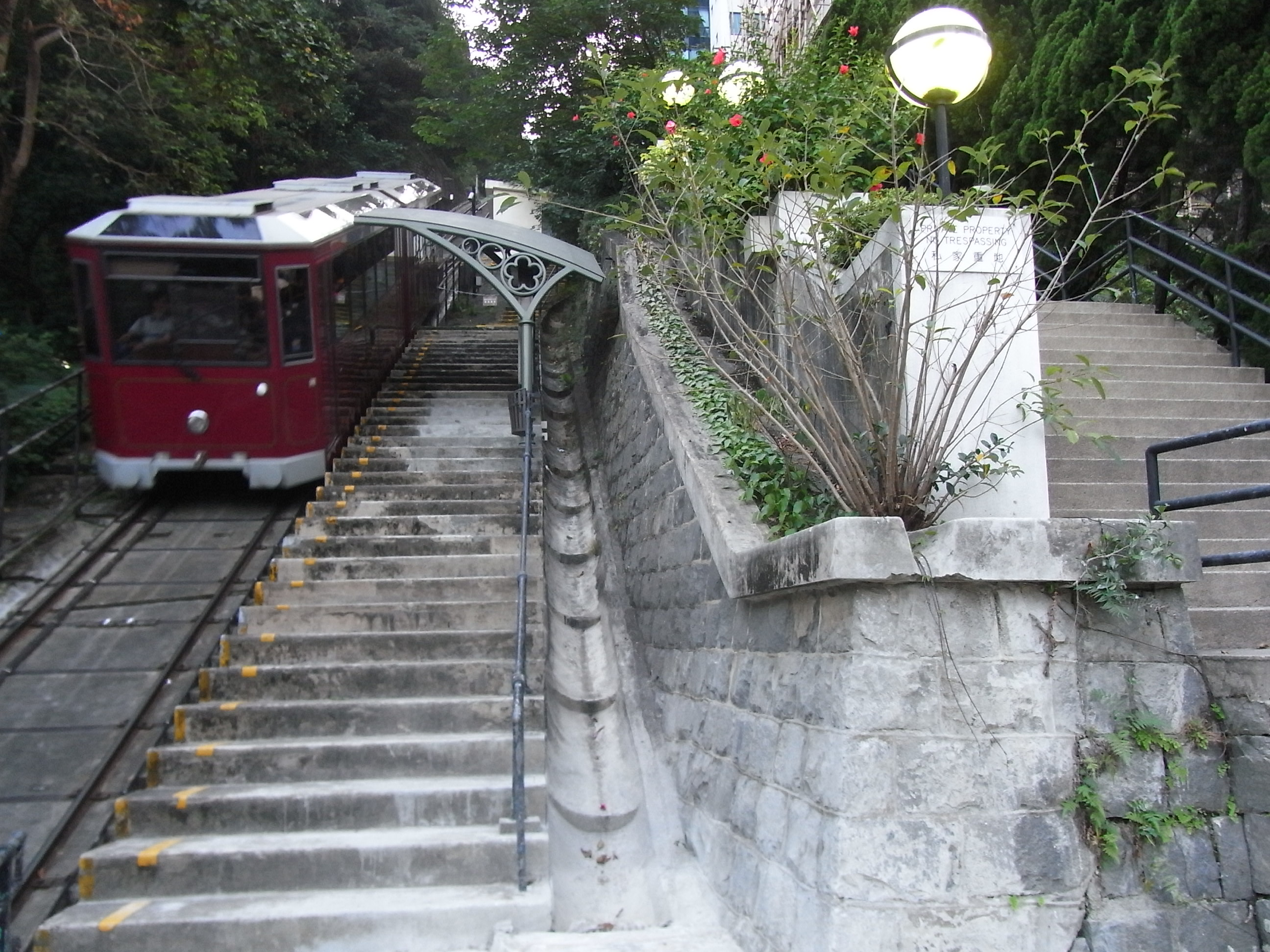
Станция Мэй-роуд

Верхняя конечная станция фуникулёра под названием Пик (The Peak, 山頂) расположена приблизительно на 150 метров ниже вершины пика Виктория, в торгово-развлекательном комплексе The Peak Tower. У станции такое же расположение платформ для посадки и высадки пассажиров, как и на нижней станции Гарден-роуд. Все механизмы и контрольно-измерительные приборы фуникулёра расположены в подвальном помещении под станцией. Станция открылась в 1888 году, с началом работы фуникулёра.
Комплекс Пик-тауэр (The Peak Tower, 凌霄閣), построенный в 1997 году и реконструированный в 2006 году, включает несколько кафе, баров, ресторанов и магазинов, небольшой рынок, гонконгский Музей мадам Тюссо, аттракцион-симулятор и почтовое отделение. На крыше комплекса находится смотровая площадка, с которой открывается один из лучших панорамных видов на Гонконг (428 метров над уровнем моря). К The Peak Tower примыкает построенный в 1993 году The Peak Galleria — соседний комплекс ресторанов, кафе, магазинов и художественных галерей с большой автомобильной парковкой, автобусной станцией, детской игровой площадкой и смотровой площадкой. Также в The Peak Galleria расположен музей гонконгского трамвая Hong Kong Trams Station, открывшийся в 2013 году. В отличие от The Peak Tower, принадлежащего Hongkong and Shanghai Hotels, The Peak Galleria находится в собственности Hang Lung Group. Рядом расположен популярный ресторан The Peak Lookout.
Рядом с верхней конечной станцией, на улице Лугард-роуд расположен главный офис фуникулёра. Здание было построено ещё до войны, в 1953 году к нему был достроен второй этаж, на котором размещалась квартира генерального директора Пик-трама. С 2010 года офис Peak Tramways Company причислен к историческим памятникам III класса.

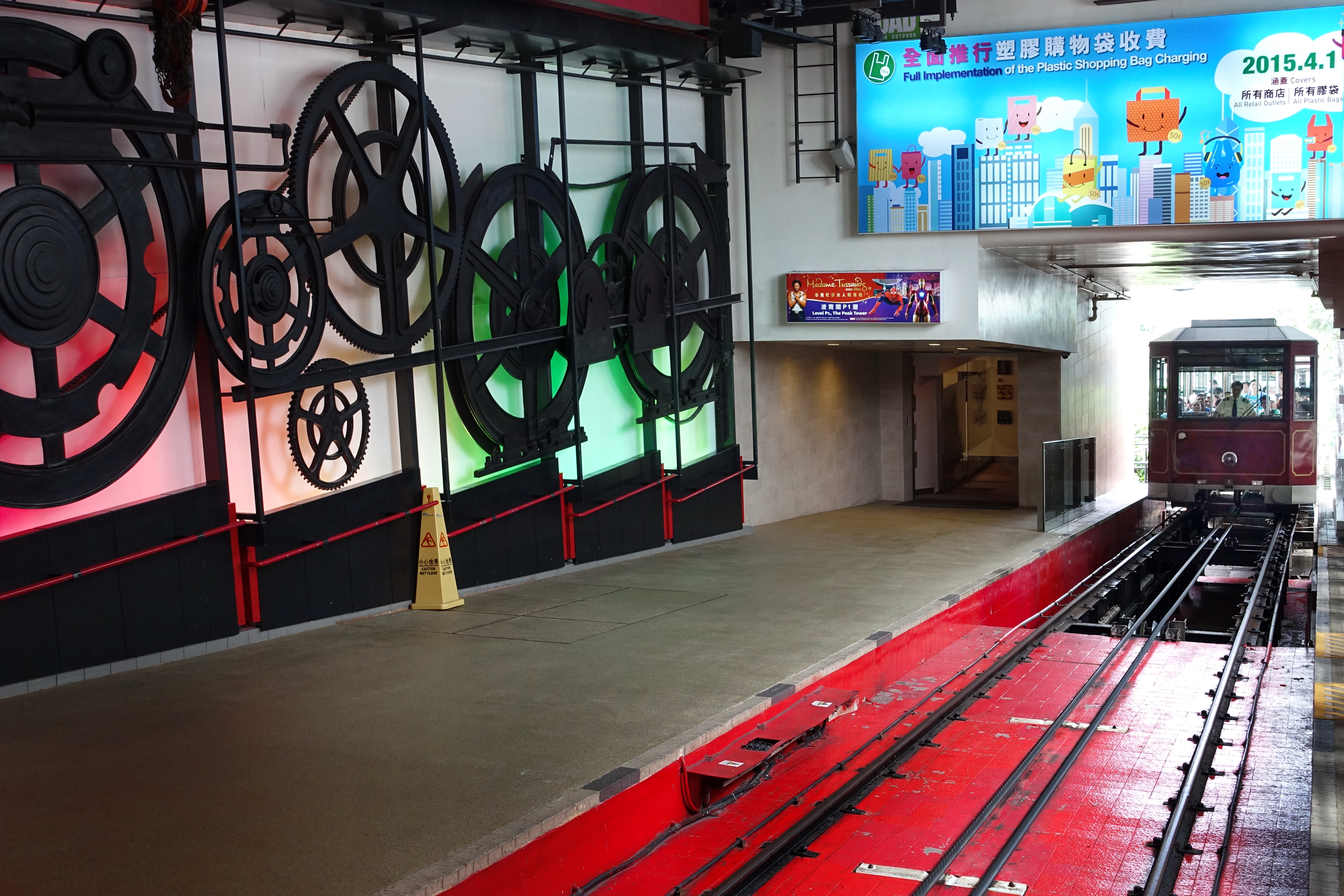
Станция Пик
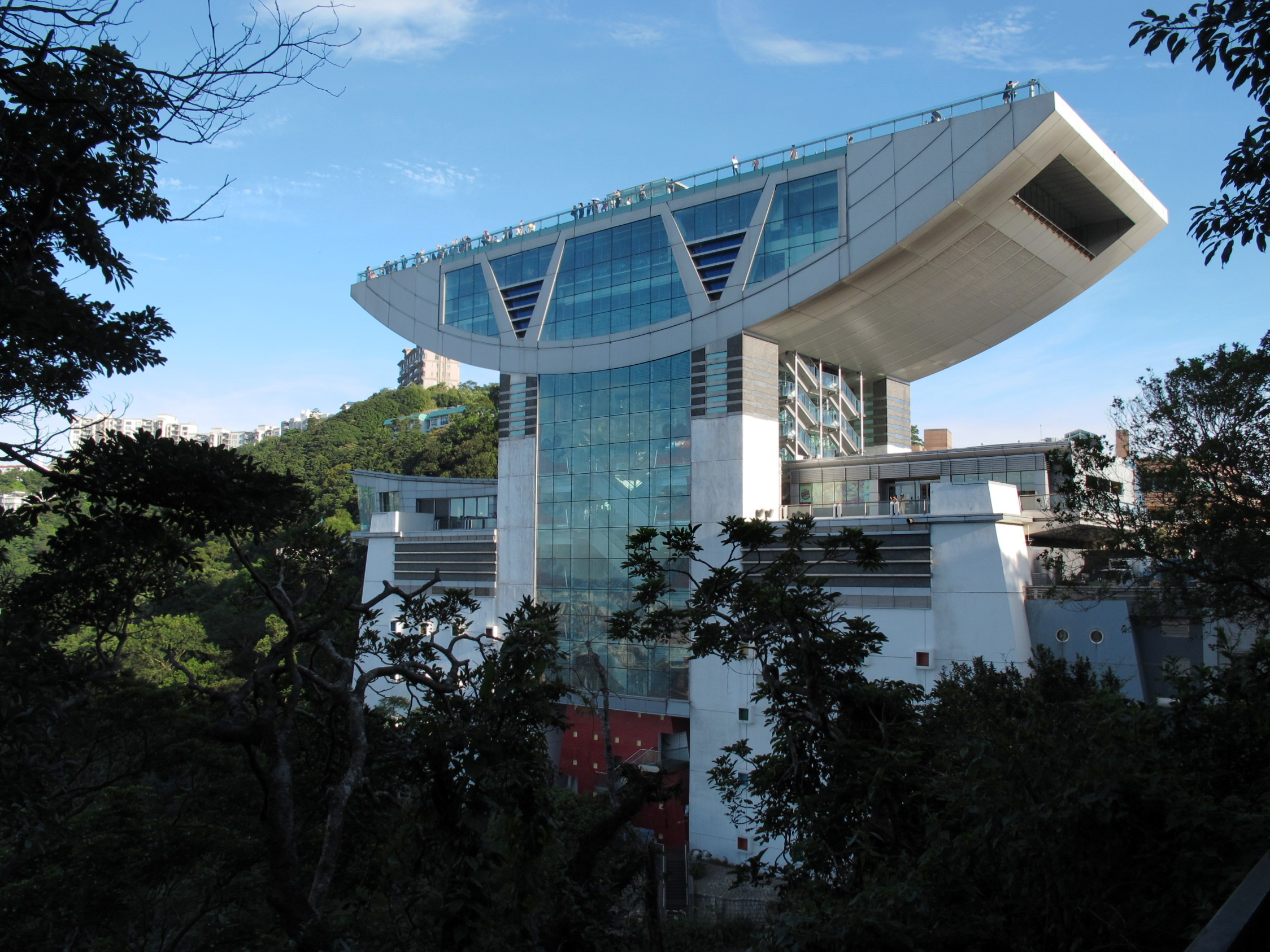
The Peak Tower
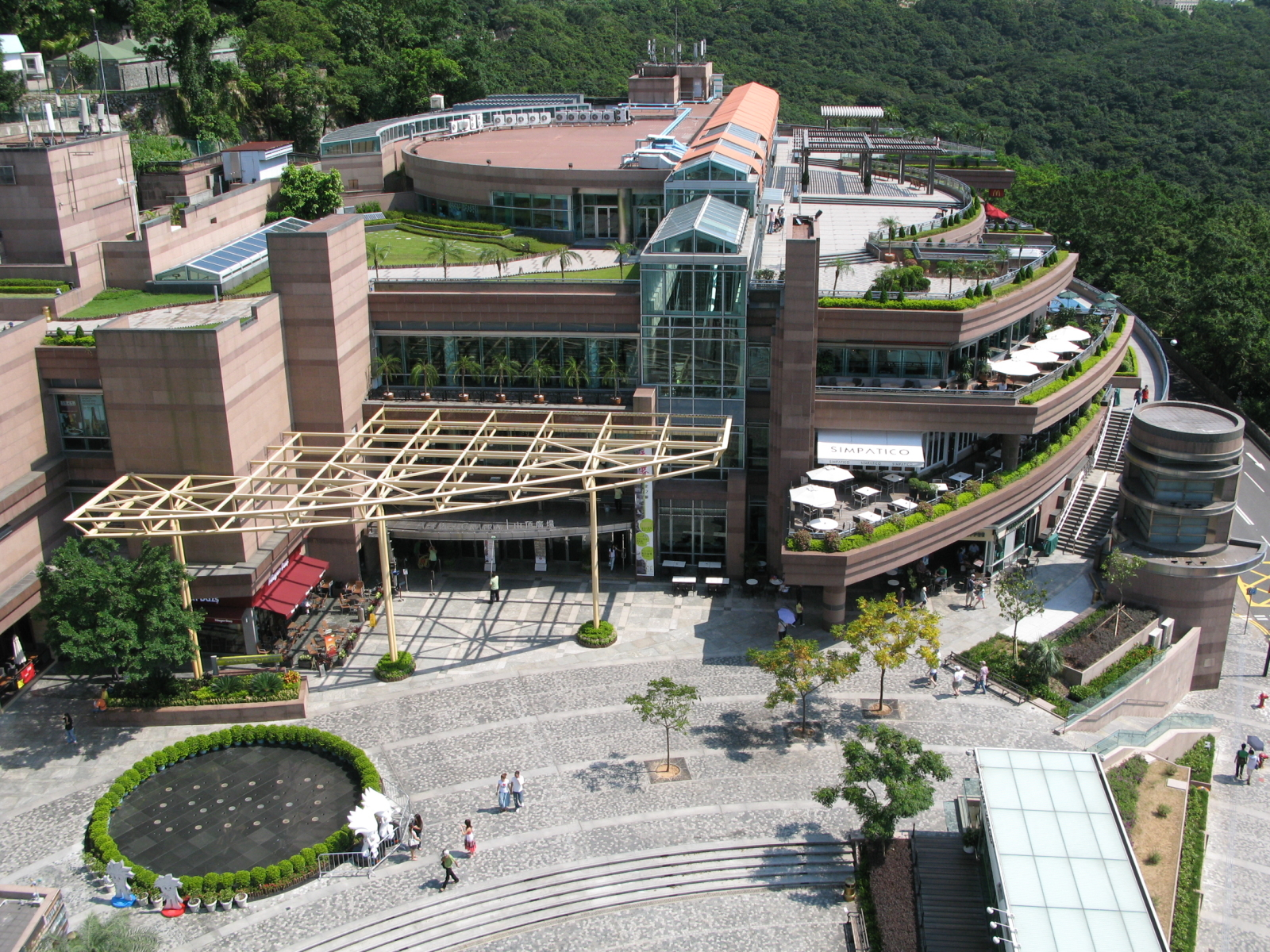
The Peak Galleria
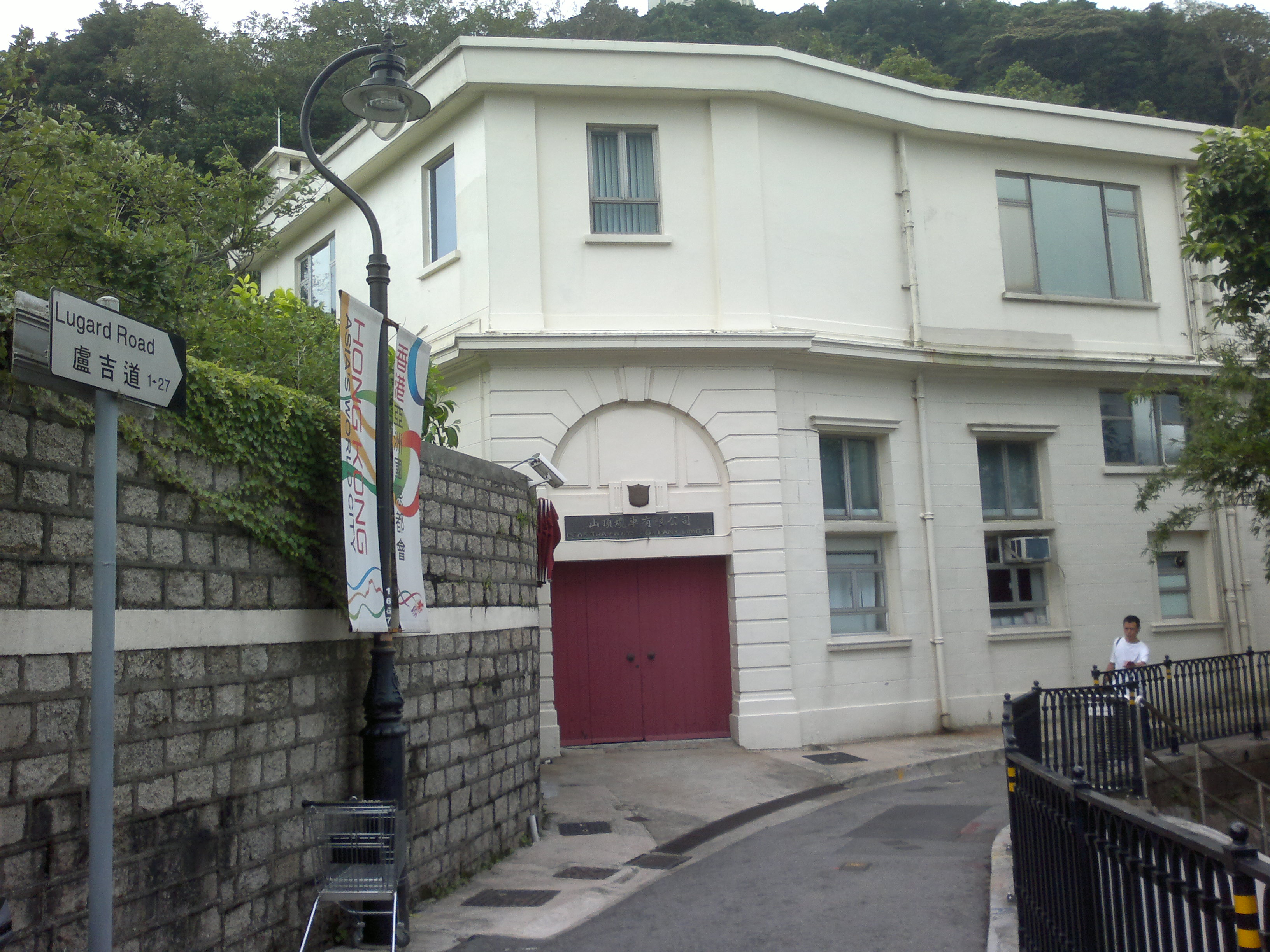
Офис Пик-трама

## Подвижной состав

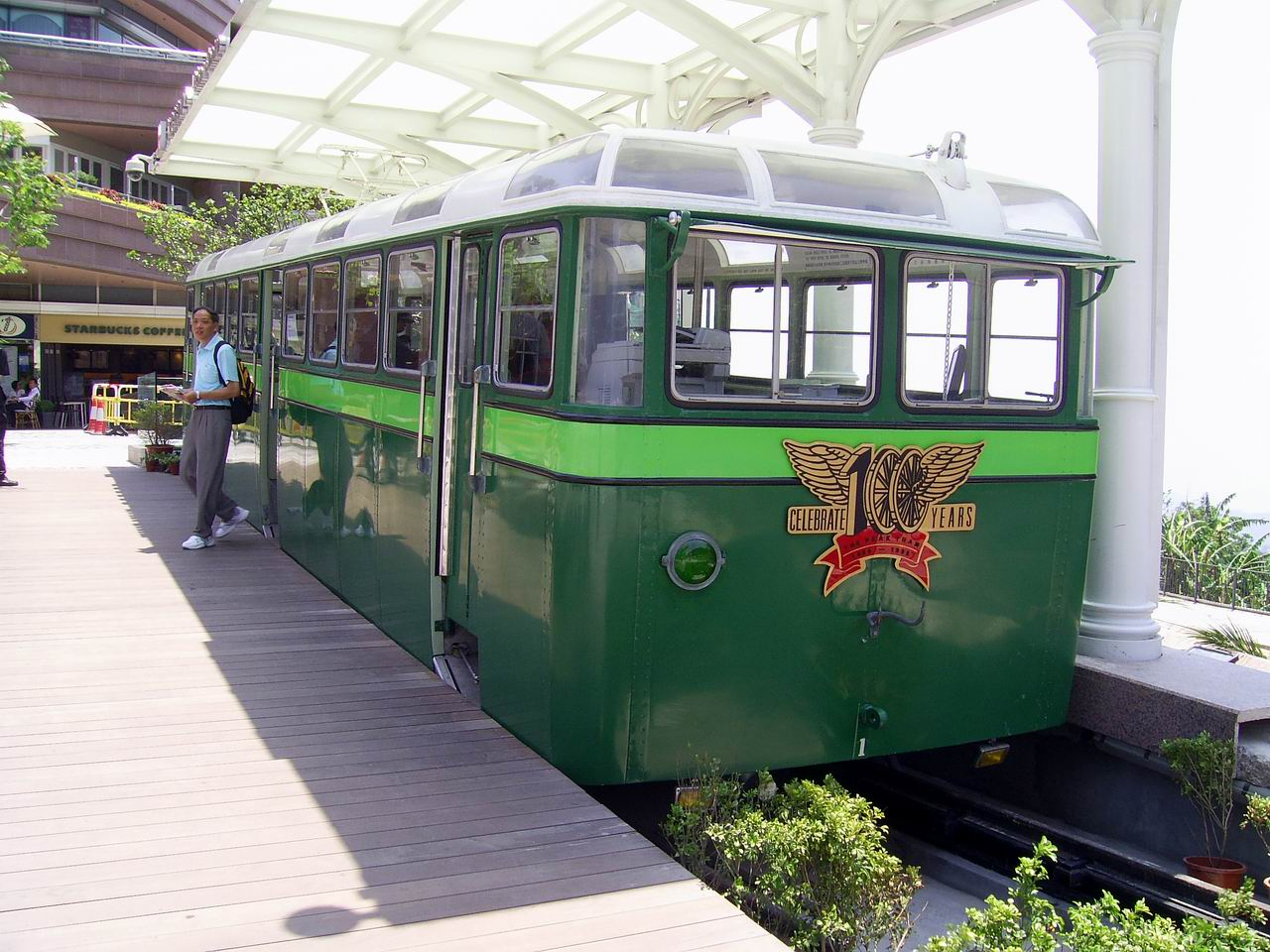
Вагон четвёртого поколения, выставленный в Peak Tower

За всю историю Пик-трама он имел пять поколений подвижного состава. Первое поколение (1888—1926) представляло собой деревянные вагоны на 30 мест, приводимые в действие с помощью паровых котлов, работавших на угле. Второе поколение (1926—1948) вагонов сменило энергию пара на электричество, а количество мест выросло до 52. Вагоны третьего поколения (1948—1959), рассчитанные на 62 пассажира, были уже металлическими. Четвёртое поколение (1959—1989) представляло собой лёгкие алюминиевые вагоны на 72 места, полностью защищённые от непогоды с помощью застеклённых окон. Пятое поколение (с 1989 года до сегодняшних дней) пополнилось совершенно новыми составами с двумя вагонами на 120 мест и компьютеризированной системой управления движения.
С конца 1950-х годов Пик-трам имел в наличии три состава, два из которых работали на линии, а третий, запасной, находился в депо. Изначально паровая машина, а с 1926 года электрический двигатель приводили в движение тросы, которые тянули состав под гору. Нынешние двухвагонные составы, введённые в строй в 1989 году, произведены швейцарской компанией Gangloff Cabins (Зефтиген), которая входит в состав промышленной BMF Group (Флумс).

## Билеты и тарифы
Билеты на Пик-трам можно купить на нижней конечной станции Гарден-роуд или у уполномоченных туристических агентств, на верхней конечной станции продаются билеты только на спуск. По состоянию на апрель 2017 года билет на фуникулёр с возможностью посетить смотровую площадку (Peak Tram Sky Pass) стоил для взрослых 90 долларов в оба конца и 77 долларов в одну сторону; для детей в возрасте от 3 до 11 лет и для пожилых людей старше 65 лет — 43 доллара в оба конца и 35 долларов в одну сторону; билет только на фуникулёр (Peak Tram Ticket) для взрослых — 45 долларов в оба конца и 32 доллара в одну сторону, для детей и пожилых — 20 долларов в оба конца и 12 долларов в одну сторону. Предъявив билеты, можно получить скидки в некоторых магазинах и ресторанах, расположенных в The Peak Tower. При покупке групповых билетов (15 и более человек) можно получить скидку и специальную открытку, выпущенную ограниченным тиражом (её можно отправить в любую точку планеты из почтового отделения, расположенного в The Peak Tower).